# Малое Гавдозеро
Малое Гавдозеро — озеро на территории Паданского сельского поселения Медвежьегорского района Республики Карелии.

## Общие сведения
Площадь озера — 1,7 км², площадь водосборного бассейна — 23,4 км². Располагается на высоте 156,7 метров над уровнем моря.
Форма озера лопастная, продолговатая: вытянуто с северо-запада на юго-восток. Берега каменисто-песчаные, преимущественно возвышенные, местами заболоченные.
Из залива в южной оконечности озера вытекает безымянный водоток, который, протекая через Большое Гавдозеро, принимает название Ремака, а затем Хонгоя, и в итоге впадает в Унутозеро, через которое протекает река Сонго, втекающая в озеро Селецкое.
В озере расположено не менее шести безымянных островов различной площади.
С запада от озера проходит лесовозная дорога.
Код объекта в государственном водном реестре — 02020001111102000007482.